# 대한민국 제15대 대통령 선거 새정치국민회의 후보 경선
대한민국 제15대 대통령 선거 새정치국민회의 후보 경선은 제15대 대통령 선거에 출마할 새정치국민회의의 대통령 후보를 선출하기 위해 1997년 5월 19일 실시된 경선이다. 새정치국민회의는 같은 날 당 총재 선거도 함께 진행하였다.
김대중 총재와 김상현 지도위원회 의장이 출마한 당 총재 선거에서는 김대중 총재가 재선되었으며, 김대중 총재와 정대철 부총재가 경합한 대통령 후보 선거에서도 김대중 총재가 승리를 거두었다. 이로써 김대중 총재는 대한민국의 제1야당이자 원내 제2당인 새정치국민회의의 당권을 거머쥐게 되었을 뿐 아니라, 1971년 대선, 1987년 대선, 1992년 대선에 이어 네번째로 대통령직에 도전하게 되었다.

## 배경

### 야권 분열
정계 은퇴를 선언했던 김대중 전 민주당 공동대표는 1995년 지방선거에서 전국을 돌며 민주당 후보들을 위해 지원유세를 벌이며 정계 복귀에 시동을 걸었다. 이후 선거 결과 민주당이 수도권을 장악하는 등 대승을 거두자 김대중의 정계복귀는 더더욱 구체화되었다. 1995년 7월 18일, 김대중은 정계 복귀를 선언하였고, 민주당 탈당파들과 함께 새정치국민회의를 창당했다.

### 총선 패배
그러나 1996년 총선에서 새정치국민회의가 목표했던 100석을 얻는데 실패하면서 김대중의 대권 가도에 적신호가 켜지게 된다. 특히 정대철, 이종찬 등 중진들의 대거 낙선과 추미애, 신기남 등 신인들의 당선이 상반되며 세대교체 및 3김 시대 종식 여론이 당내에서도 힘을 얻어 김대중의 위치는 더욱 위태로웠다. 이런 상황 속에서 동교동계 내부에서는 호남 고립 구도를 깨기 위해 자민련의 김종필과 연대를 해서 돌파구를 찾는 방안이 대두되었다.

## 비주류계와의 갈등

### 국민경선제 도입론
김상현, 정대철, 김근태 등 비DJ계 인사들은 대의원들이 후보를 뽑는 경선 방식으로는 김대중 총재가 무조건 이길 것이기 때문에 경선은 하나마나라는 '경선무용론'을 주장, 국민 참여 경선으로 대통령 후보를 선출할 것을 주장했다. 그러나 동교동계는 국민경선제를 완강히 거부했고, 결국 4월 3일 당무회의에서 찬반 투표를 실시한 결과 찬 3표, 반 44표, 기권 11표가 나와 국민경선제 도입은 좌절됐다.

### 제3후보론
제15대 총선 참패 후 당내에서는 김대중은 대권 경쟁력이 없다며 이회창 전 총리, 조순 서울시장 등을 영입해야 한다는 이른바 '제3후보론'이 대두되었다. 비주류 측에서 제3후보로 가장 유력하게 민 것은 조순 시장이었는데, 김대중은 끝까지 불출마 및 조순 추대 요구에 응하지 않았다. 비주류는 결국 김대중이 출마한 상태로 경선이 치러지게 되자 경선 후에라도 김대중이 사퇴하고 조순을 지지할 것을 요구했으나, 이 역시 묵살되었다.

### 총재·후보 분리론
당 총재 경선에 비DJ계 후보로 출마한 김상현 의원은 새정치국민회의가 김대중 총재의 사당으로 비춰지는 것은 김대중 총재 본인에게도 악영향이라며 대통령 후보로는 김대중 총재를 뽑더라도 총재는 자신을 뽑아달라며 '총재·후보 분리론'을 주장했다.  이같은 주장이 긍정적 반응을 얻자 김대중 총재는 "71년 선거의 경우에도 당권이 다른쪽에 있어 당의 반이 선거운동을 하지 않았다"며 당권 없이는 선거에서 이기기 어렵다고 반박했다.

## 후보
| 새정치국민회의 제15대 대통령 선거 경선 후보 | 새정치국민회의 제15대 대통령 선거 경선 후보 | 새정치국민회의 제15대 대통령 선거 경선 후보 | 새정치국민회의 제15대 대통령 선거 경선 후보 |
| 후보                                        | 생년                                        | 경력 | 비고                                        |
| ------------------------------------------- | ------------------------------------------- | --- | ------------------------------------------- |
| 김대중                                      | 1924년                                      | 제5·6·7·8·13·14대 국회의원 신민당 제7대 대통령 선거 후보 평화민주당 제13대 대통령 선거 후보 前 평화민주당 총재 前 신민주연합당 총재 前 민주당 공동대표최고위원 민주당 제14대 대통령 선거 후보 새정치국민회의 총재 | 주류계 최종 후보 선출                       |
| 정대철                                      | 1944년                                      | 제9·10·13·14대 국회의원 前 평화민주당 정책위원회 의장 새정치국민회의 부총재 | 비주류계                                    |

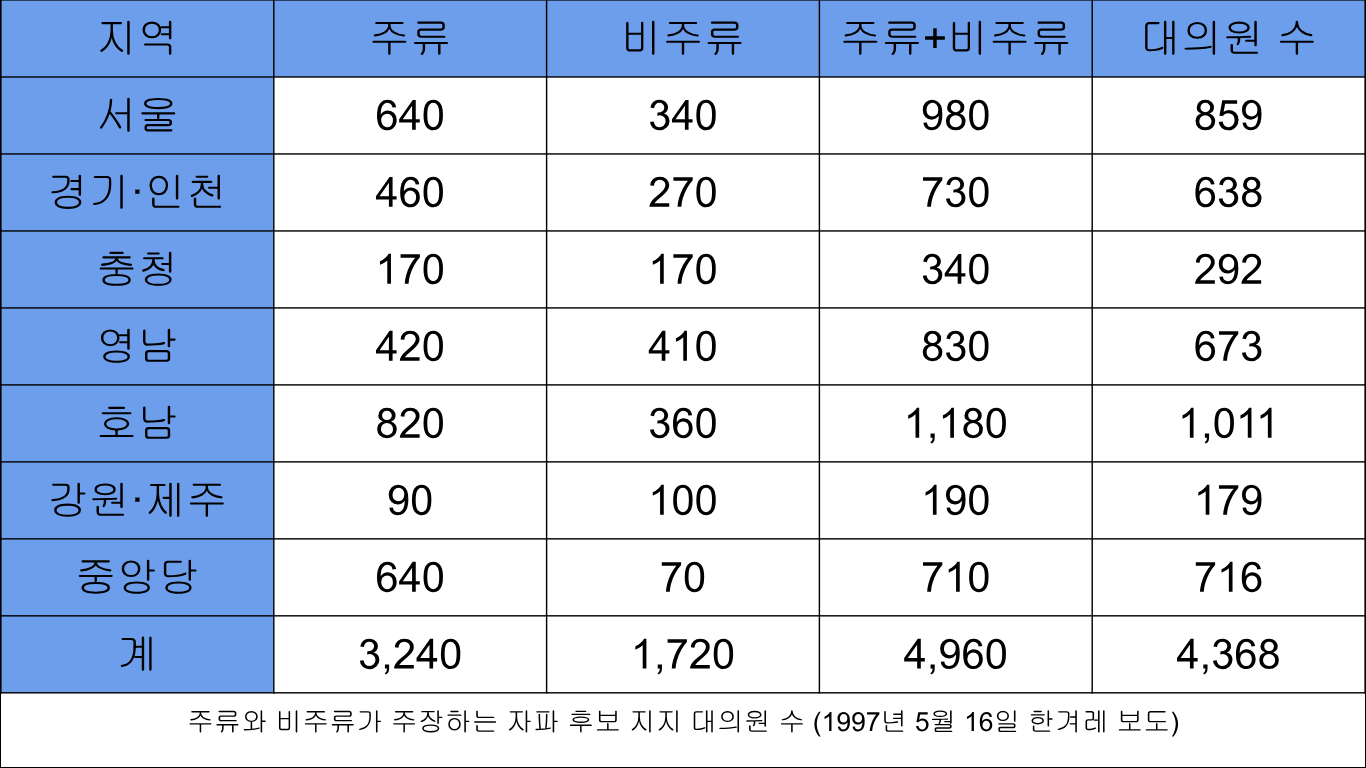
전당대회 3일 전 양 계파가 각각 주장한 포섭 대의원 현황

후보로 등록하기 위해서는 재적 대의원의 10분의 1 이상 7분의 1 이하의 추천을 받아야 했는데, 후보 등록 결과 김대중 총재와 정대철 부총재가 입후보했다. 기호는 배정되지 않았으며, 다만 투표용지에 이름이 오르는 순서는 정대철 후보의 이름이 윗칸에, 김대중 후보의 이름이 아랫칸에 들어가는 것으로 추첨에 의해 결정되었다.
당초 김상현 지도위원회 의장이 비주류를 대표해 총재 경선과 대선 후보 경선 모두 출마할 예정이었으나, 김상현은 한보 비리 사건에 연루되면서 대선 후보 경선 불출마를 선언하였다. 따라서 김상현 의장은 총재 경선에만 출마하고, 대선 후보 경선에는 또다른 비주류 주자인 정대철 부총재가 나가게 되었다. 여담으로 총재 경선 투표용지에서는 김대중 후보의 이름이 윗칸에, 김상현 후보의 이름이 아랫칸에 들어가는 것으로 추첨에 의해 결정되었다.

## 경선 방식
새정치국민회의는 대의원들의 무기명 비밀 투표로 후보자를 선출하되, 1차 투표에서 투표수의 과반을 득표한 후보자가 없을 경우 결선 투표를 진행하도록 하였다. 새정치국민회의의 대의원은 지구당 선출 대의원 2,300명, 시·도지부 선출 대의원 140명, 국회의원 추천 대의원 158명, 당무회의에서 선임하는 대의원 300명, 소속 기초의원 828명, 소속 광역의원 284명, 기타 100여 명 등 약 4,300여명으로 구성됐다. 국민회의 전당대회 대의원의 계파 세력 비율은 DJ계 7, 비DJ계 3 정도로 분석돼 김대중 후보의 승리가 확실시 됐으나, 비주류 측은 정대철 후보 지지세가 4~50%까지 올라왔다고 주장하며 역전을 기대했다.
실제 결과 정대철 후보의 득표수는 비주류 측에서 주장한 지지 비율에 한참 못 미치는 것으로 드러나, 비DJ계의 한계를 드러냈다.

## 결과
1997년 5월 19일, 서울 올림픽 체조 경기장에서 열린 전당대회에서 김대중이 대통령 후보로 선출되었다. 김대중은 동시에 진행된 총재 선거에서도 재선되었다.

### 대통령 후보 선거
| 이름       | 득표수 | %     | 비고 |
| ---------- | ------ | ----- | ---- |
| 김대중     | 3,223  | 77.53 | 당선 |
| 정대철     | 907    | 21.82 |      |
| 무효       | 27     | 0.65  |      |
| 총투표수   | 4,157  | 4,157 |      |
| 당선정족수 | 2,079  | 2,079 |      |

### 총재 선거
| 이름       | 득표수 | %     | 비고 |
| ---------- | ------ | ----- | ---- |
| 김대중     | 3,057  | 73.54 | 당선 |
| 김상현     | 1,072  | 25.79 |      |
| 무효       | 28     | 0.67  |      |
| 총투표수   | 4,157  | 4,157 |      |
| 당선정족수 | 2,079  | 2,079 |      |

## 같이 보기
- 대한민국 제15대 대통령 선거
- 대한민국 제15대 대통령 선거 신한국당 후보 경선
- 대한민국 제15대 대통령 선거 민주당 후보 선출
- 대한민국 제15대 대통령 선거 자유민주연합 후보 경선
- 대한민국 제15대 대통령 선거 국민신당 후보 선출
- 대한민국 제15대 대통령 선거 국민승리21 후보 선출